# Amilcare Ballestrieri
Amilcare Ballestrieri (Sanremo, 17 settembre 1935 – Sanremo, 18 luglio 2023) è stato un pilota motociclistico e pilota automobilistico italiano.

## Carriera

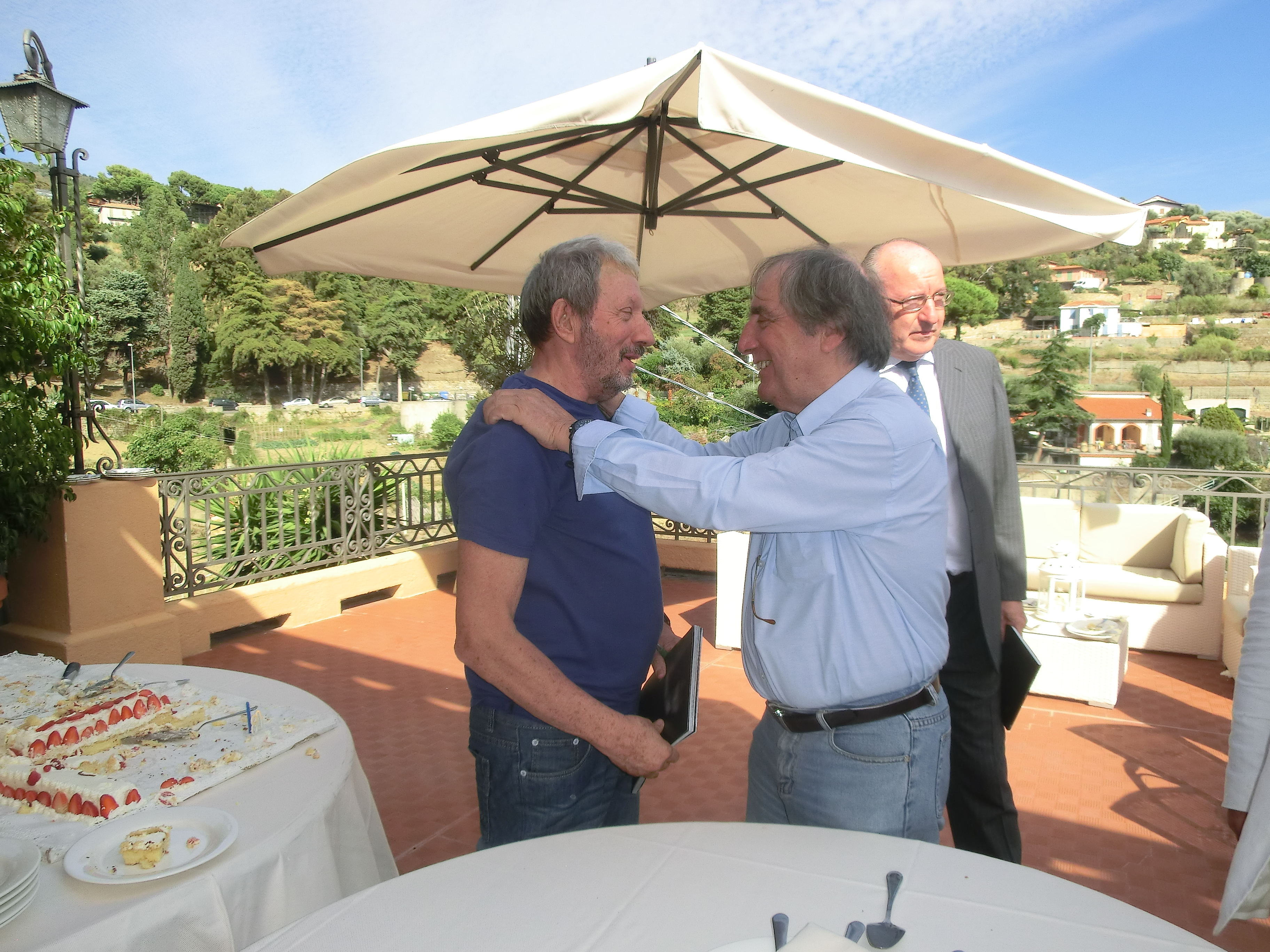
Ballestrieri (a destra) nel 2015, in occasione dell'ottantesimo compleanno, con un ex pilota.

Si dedicò inizialmente al motociclismo, ottenendo buoni risultati negli anni sessanta: è stato tre volte campione italiano della montagna su strada con la MotoBi (1962, 1963 e 1964), campione italiano juniores classe 175 nel 1964 e vinse due volte il Circuito di Ospedaletti (1963 e 1964).
Vincitore del Campionato Italiano Rally 1973 su Lancia Fulvia (navigatore Silvio Maiga).
Nel campionato del mondo rally ha partecipato a dieci gare dal 1973 al 1977, ottenendo un buon 5º posto come miglior piazzamento. Tuttavia riuscì ad aggiudicarsi il Rally di Sanremo nel 1972 (il rally di casa, lui è proprio di Sanremo), allorché la prova, pur non essendo valida per il mondiale, era valida per il campionato internazionale costruttori.

## Risultati in gara

### Campionato mondiale Rally
| 1973 | Scuderia | Vettura                    |     |  |  |  |  |  |  |  |  |     |  |     |  |  |  |  | Punti | Pos. |
| ---- | -------- | -------------------------- | --- |  |  |  |  |  |  |  |  | --- |  | --- |  |  |  |  | ----- | ---- |
| 1973 |          | Lancia Fulvia 1.6 Coupé HF | Rit |  |  |  |  |  |  |  |  | Rit |  | Rit |  |  |  |  | 0     |      |

| 1974 | Scuderia | Vettura                               |  |  |  |     |  |  |     |     |  |  |  |  |  |  |  |  | Punti | Pos. |
| ---- | -------- | ------------------------------------- |  |  |  | --- |  |  | --- | --- |  |  |  |  |  |  |  |  | ----- | ---- |
| 1974 |          | Lancia Stratos HF e Lancia Beta Coupé |  |  |  | Rit |  |  | Rit | Rit |  |  |  |  |  |  |  |  | 0     |      |

| 1975 | Scuderia | Vettura                                   |     |  |  |  |  |  |  |     |  |  |  |  |  |  |  |  | Punti | Pos. |
| ---- | -------- | ----------------------------------------- | --- |  |  |  |  |  |  | --- |  |  |  |  |  |  |  |  | ----- | ---- |
| 1975 |          | Lancia Beta Coupé e Alfa Romeo Alfetta GT | Rit |  |  |  |  |  |  | Rit |  |  |  |  |  |  |  |  | 0     |      |

| 1976 | Scuderia | Vettura          |  |  |  |  |  |  |  |   |  |  |  |  |  |  |  |  | Punti | Pos. |
| ---- | -------- | ---------------- |  |  |  |  |  |  |  | - |  |  |  |  |  |  |  |  | ----- | ---- |
| 1976 |          | Opel Kadett GT/E |  |  |  |  |  |  |  | 5 |  |  |  |  |  |  |  |  | 0     |      |

| 1977 | Scuderia | Vettura          |  |  |  |  |  |  |  |  |     |  |  |  |  |  |  |  | Punti | Pos. |
| ---- | -------- | ---------------- |  |  |  |  |  |  |  |  | --- |  |  |  |  |  |  |  | ----- | ---- |
| 1977 |          | Opel Kadett GT/E |  |  |  |  |  |  |  |  | Rit |  |  |  |  |  |  |  | 0     |      |

| Legenda | 1º posto | 2º posto | 3º posto | A punti | Senza punti | Ritirato | Squalificato | NP=Non partito C=Gara cancellata | Apice=Power stage |

### Altri risultati
1970
- al Rally del Friuli e delle Alpi Orientali su Lancia Fulvia (navigatore Daniele Audetto)
- al Rally 999' Minuti su Lancia Fulvia (navigatore Daniele Audetto)

1972
- al Rally di Sanremo su Lancia Fulvia (navigatore Arnaldo Bernacchini)[7]

1974
- alla Targa Florio su Lancia Stratos (in coppia con Gérard Larrousse)[8]